# Agnunte
Agnunte (in greco antico: Ἀγνοῦς o Ἁγνοῦς?, Agnûs o Hagnûs) era un demo dell'Attica. Un tempo si pensava che fosse situato vicino a Dankla, ad est di Markopoulo; attualmente invece si ritiene che si trovasse più a sud-ovest nei pressi di Dardiste.
Secondo la leggenda, quando Pallante organizzò una congiura contro Teseo, divenuto re di Atene dopo la morte del padre Egeo, si preparò a tendere un'imboscata al nemico presso Gargetto; tradito da Leo di Agnunte, cittadino di questo demo, venne ucciso da Teseo. Da allora furono proibiti i matrimoni tra gli abitanti di Agnunte e Pallene, mentre l'araldo Leo venne venerato nel suo demo.